# مارتین هولشتاین
مارتین هولشتاین (آلمانی: Martin Hollstein؛ زادهٔ ۲ آوریل ۱۹۸۷) قایقران کایاک اهل آلمان است.
وی همچنین برندهٔ جوایزی همچون برگ بوی نقره‌ای شده‌است.